# Regimental Badges (Swakopmund)
Die Regimental Badges bei Swakopmund in Namibia sind seit dem 17. Februar 1978  ein Nationaldenkmal Namibias. Es handelt sich um mehrere übergroße Regimentsabzeichen, die während des Ersten Weltkrieges durch die Südafrikanische Armee mittels entsprechend dem Vorbild auf dem Erdboden verlegter Steine geschaffen wurden.

## Entstehung und Lage
Die Abzeichen wurden zwischen April und Juni 1915  in der Schlussphase der Kämpfe im damaligen Deutsch-Südwestafrika durch Truppen der Südafrikanischen Armee aus Stein angelegt. Swakopmund liegt in der Region Erongo, wo einige Bataillone südafrikanischer Infanterie die Bahnverbindung zwischen Swakopmund und Usakos gegen die mögliche Angriffe der Deutschen Schutztruppe für Südwestafrika sicherten.
Es handelt sich um verschiedene Regimentswappen bzw. militärische Symbole: Eines ist diamantförmig und besteht aus Quarzkieseln, umgeben von einem braunen Lorbeerkranz und mit den Ziffern „2 KR“ (2. Bataillon, Kimberley Regiment) in weiß. Darunter befindet sich eine „2“, umgeben von den Buchstaben „D L I“ (2. Bataillon, Durban Light Infantry). Dazwischen steht „TIT-BIT“ (Name eines Maskottchens des Kimberley Regiments).